# Daniel Eggers (Philosoph)
Daniel Eggers (* 1973 in Ibbenbüren) ist ein deutscher Philosoph.

## Leben
Nach dem Abitur 1992 am Goethe-Gymnasium Ibbenbüren studierte er von 1994 bis 2004 Philosophie, Germanistik, Kommunikationswissenschaft und Erziehungswissenschaften an der Universität Münster und der Albert Ludwigs-Universität Freiburg. Nach dem Magister artium 2004 an der Universität Münster war er von 2010 bis 2011 wissenschaftlicher Mitarbeiter am Philosophischen Institut der RWTH Aachen. Nach der Promotion 2007 in Münster und der Habilitation 2020 an der Universität zu Köln ist er seit 2021 Professor für Geschichte der Philosophie an der Universität Regensburg.

## Schriften
- Die Naturzustandstheorie des Thomas Hobbes. Eine vergleichende Analyse von The Elements of Law, De Cive und den englischen und lateinischen Fassungen des Leviathan. Berlin 2008, ISBN 978-3-11-020314-1.
- The language of desire. Expressivism and the psychology of moral judgement. Berlin 2021, ISBN 978-3-11-073840-7.